# KISS-Prinzip

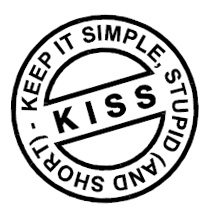

Das KISS-Prinzip, manchmal auch KISS-Formel, KISS-Gesetz oder in der Schreibweise K.I.S.S.-Prinzip, fordert, zu einem Problem eine möglichst einfache Lösung anzustreben.
In seiner Grundaussage ähnelt das KISS-Prinzip stark der Aussage von Ockhams Rasiermesser: Wenn es mehrere Erklärungen für einen bestimmten Sachverhalt gibt, dann ist diejenige Erklärung zu bevorzugen, die am einfachsten ist, also mit den wenigsten Annahmen und Variablen auskommt. Es handelt sich hierbei auch um ein Prinzip von Clean Code.

## Varianten
Ursprünglich steht die Abkürzung KISS für „Keep It Simple, Stupid!“, übersetzt in etwa „Halte es einfach, Dummkopf!“ bzw. sinngemäß „Mach’s doch so einfach wie möglich.“ Die Interjektion „Stupid!“ ist hier als scherzhafte Anrede zu verstehen, die dem Satz eine flapsige, aber wohlmeinende Bedeutung gibt: „Sei nicht so blöd, dir den Kopf zu zerbrechen, wenn es auch einfach geht.“ Ein ähnliches Beispiel aus der Englischen Sprache ist der Slogan „It’s the economy, stupid“ während der Präsidentschaftswahl in den USA 1992 für die zweite Amtszeit von George Bush senior.
Dennoch wurde vermutlich bereits früh die Anrede gerne umgedeutet und durch andere, weniger beleidigend auffassbare Worte ersetzt, beispielsweise in der Form „Keep it simple and straightforward“, übersetzt in etwa „Halte es einfach und unkompliziert.“ Die Abkürzung wird generell immer wieder auch unterschiedlich aufgelöst, wobei „simple“ meistens enthalten blieb. Beispiele:
| Keep it simple stupid              | Halte es einfach beschränkt; sinngemäß: Mit einfachsten Mitteln verständlich und idiotensicher. |
| Keep it simple and stupid          | Halte es einfach und beschränkt                                                                 |
| Keep it short and simple           | Gestalte es kurz und einfach; aus dem Bereich des Marketing                                     |
| Keep it simple and smart           | Mach es einfach und schlau                                                                      |
| Keep it simple and straightforward | Gestalte es einfach und verständlich                                                            |
| Keep it significant and shareable  | Halte es bedeutsam, relevant und mitteilbar; aus dem Bereich der Sozialen Medien                |

Adjektive wie englisch simple und short können sowohl alleine für sich stehen als auch auf das nächste Wort, oft ebenfalls ein Adjektiv, Bezug nehmen, weshalb oft das „and“ (deutsch „und“) in Klammern gesetzt wird, etwa in der Form „Keep it simple (and) stupid“ oder „Keep it short (and) simple“.
Da das Akronym KISS selbst wieder ein Wort bildet (englisch kiss, deutsch Kuss), wird es auch als Apronym bezeichnet. Explizit als Abkürzung ist hingegen die Form K.I.S.S., die jedoch seltener verwendet wird.

## Ursprung und Verbreitung
Das Apronym wurde angeblich von Clarence Johnson geprägt, der leitender Ingenieur bei Lockheed Martin Skunk Works war, einer Firma, die unter anderem die Spionageflugzeuge Lockheed U-2 und SR-71 Blackbird hergestellt hat.
Während es von der Allgemeinheit jahrzehntelang als „Keep it simple[,] stupid“ aufgelöst wurde, löste Johnson selbst es als „Keep it simple [and] stupid.“ auf, und in dieser Variante wird es inzwischen von vielen Autoren verwendet. Eine Anekdote aus dem Leben Johnsons soll seine Einstellung zur einfachen Problemlösung veranschaulichen: Einer Gruppe von Ingenieuren stellte er die Aufgabe, ein Düsentriebwerk zu entwerfen, und händigte dazu einige Werkzeuge aus. Das zu entwerfende Düsentriebwerk solle auch von einem durchschnittlichen Mechaniker repariert werden können, der sich in einem Kriegseinsatz befinde. Zur Reparatur dürften keine anderen als die ausgehändigten Werkzeuge benutzt werden. So sei das KISS-Prinzip insbesondere in der United States Air Force und dem Feld der Softwareentwicklung verbreitet. Als Designprinzip beschreibt es im Gegensatz zu einer Problemlösung in der Form einer Fehlerumgehung („workaround“) die möglichst einfache, minimalistische und leicht verständliche Lösung eines Problems.
Ein weiteres Beispiel ist das Internet, welches auf der TCP/IP-Protokollfamilie basiert. Der einfache Aufbau dieser Protokolle hat dafür gesorgt, dass dieses Netz das sehr schnelle Wachstum seit dem Aufkommen des World Wide Web ohne große Probleme überstanden hat, obwohl die TCP/IP-Protokolle ursprünglich für ein wesentlich kleineres Netzwerksystem (für die Forschungszentren der DARPA) entwickelt wurden.
Ferner wird die „Keep It Short and Simple“-Version gemeinsam mit PEE (Point, Evidence, Explain: Behaupte, Belege, Erkläre) an englischen Schulen und Universitäten im Zusammenhang mit dem Schreiben von Essays, Inhaltsangaben und Interpretationen gelehrt und auch als Maxime für gutes Marketing propagiert.

## KISS-Prinzip in der Unix-Philosophie
Sowohl bei der Entwicklung des Betriebssystems Unix als auch bei der Entwicklung der Unix-Kommandos für den Unix-Baukasten zeigte sich der Vorteil von einfachen, spezialisierten Programmeinheiten gegenüber monolithischen, großen und komplexen Programmen: angefangen bei der Zerlegung des Programmieraufwandes in einzelne Einheiten, weiter bei der Fehlersuche in diesen Einheiten und deren Optimierung sowie in der Wartbarkeit des Quellcodes. Der Kern der Unix-Philosophie lässt sich damit auf das KISS-Prinzip herunterbrechen. Obwohl die Unix-Philosophie auf vielen Erfahrungen einzelner Entwickler basiert, passt jene von Douglas McIlroy besonders gut zum KISS-Prinzip, wenn er sie für Programme unter Unix mit „Mache nur eine Sache und mache sie gut“ beschreibt.